# Dmitri Gulia

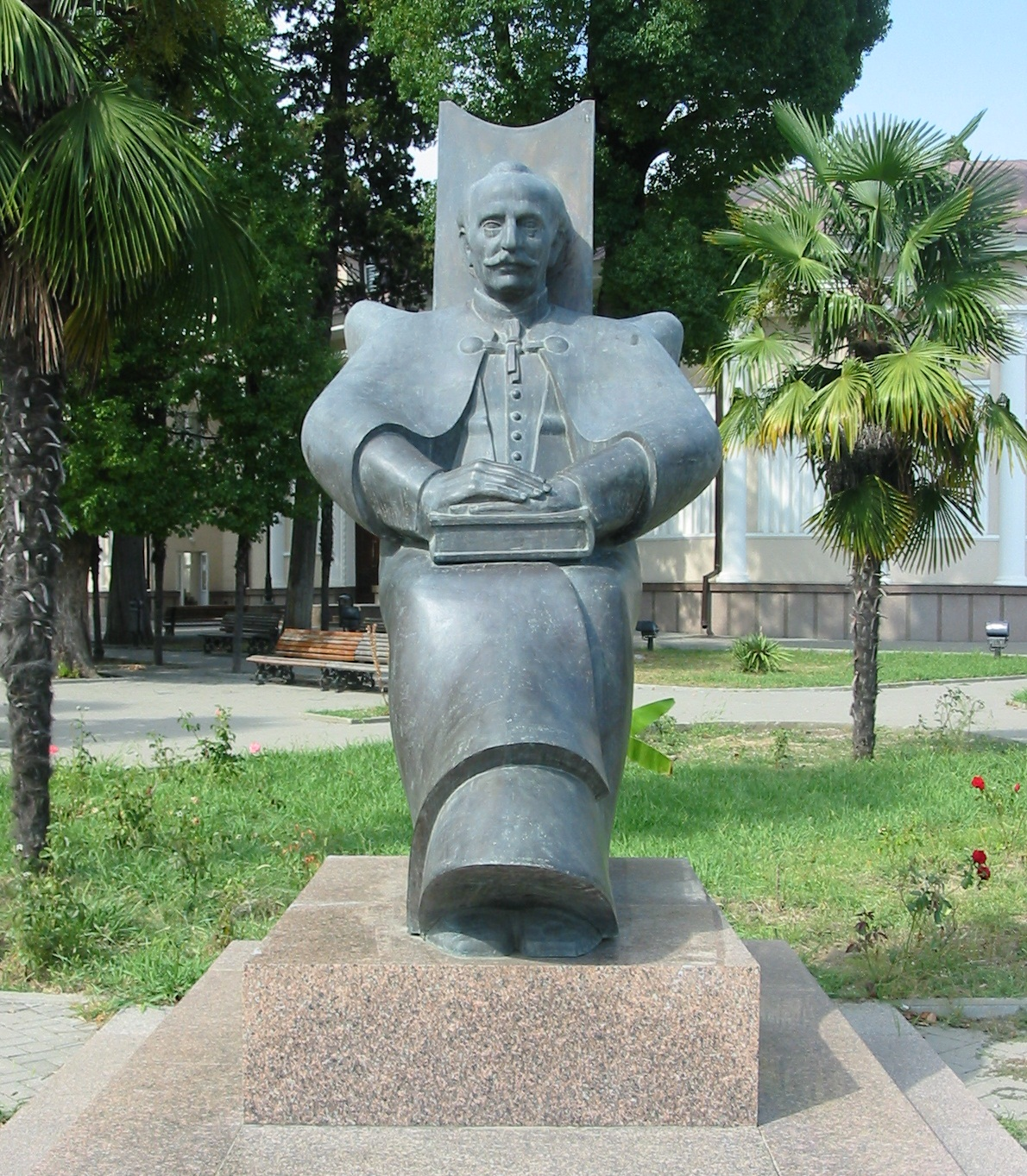
Monument a Gulia a Sukhumi

Dimitry Iosifovitx Gulia (Uarcha, districte de Gulripsh, Abkhàzia, 9 de febrer de 1874- Agudzera, 7 d'abril de 1960) (abkhaz:Дырмит Иасыф-иҧа Гәлиа, georgià: დმიტრი გულუა) fou un famós escriptor abkhaz.

## Biografia
Pertanyia a una família de camperols i estudià per a mestre al seminari de Gori (Geòrgia). És considerat el pare de la literatura abkhaza i ha contribuir molt al seu desenvolupament. Ha sigut un dels creadors del nou alfabet abkhaz el 1892 amb Konstantin Machavariani, basat en l'alfabet ciríl·lic. El 1921 va patrocinar el primer grup de teatre abkhàz i edità el primer diari en llengua abkhaz, Apsny. Les seves poesies són posseïdes pel pathos de la creació, amistat i unitat de les nacions i el 1919 va escriure la primera novel·la en abkaz, Атәым жәҩан аҵаҟа (Sota el cel de qualsevol). En la seva novel·la Камачич (Kamatxitx) (1940) tracta de la vida dels abkhazos sota la dominació del tsar. També va publicar treballs sobre llengua, història i etnografia, així com a llibres de text. També fou elegit diputat al Soviet Suprem de l'URSS i condecorat amb l'Orde de Lenin. La major part dels seus treballs han estat traduïts al rus i al georgià. Va ser enterrat a Sukhumi i molts carrers i teatres d'Abkhàzia duen el seu nom.

## Obres
- 1919: Apem jyan açaka (Sota el cel de qualsevol)
- 1940: Kamčyč
- 1946: Anaurkua (Fantasma)
- 1952: Sara sykalak (La meva ciutat)